# Ricinus communis

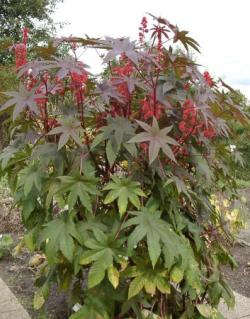
Vista general.

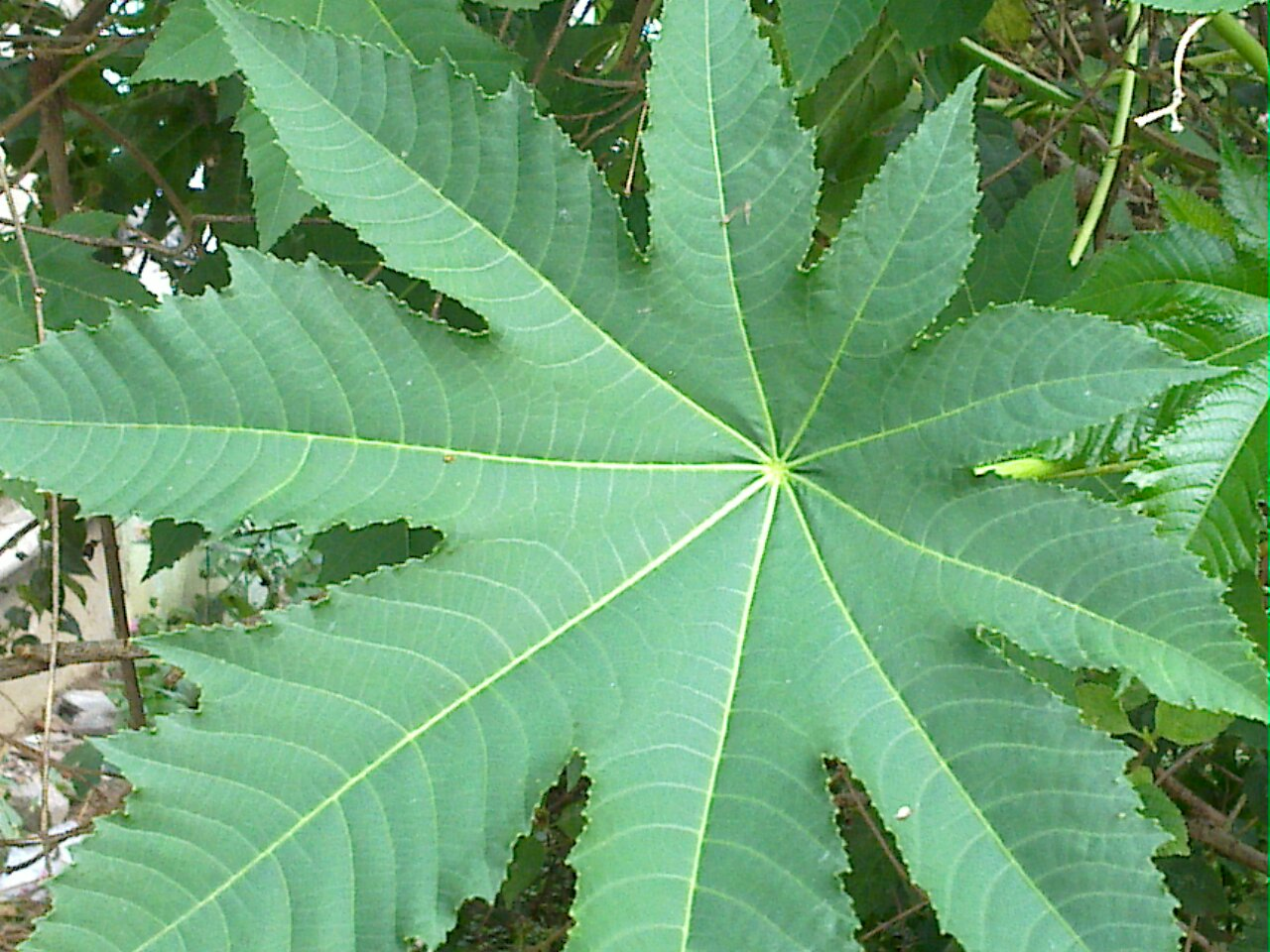
Detalle de una hoja.

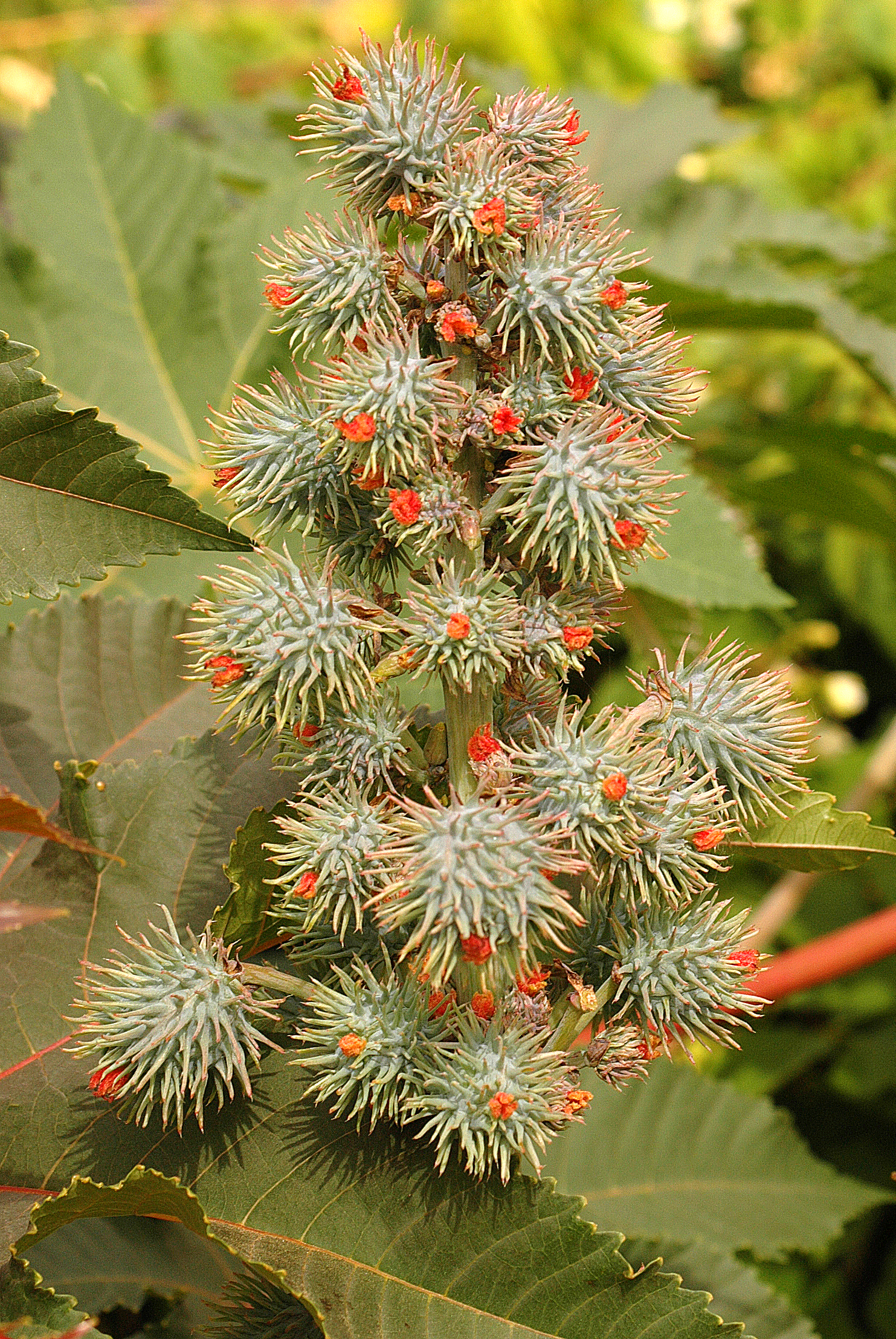
Ricinus communis (La Gomera): frutos incipientes.

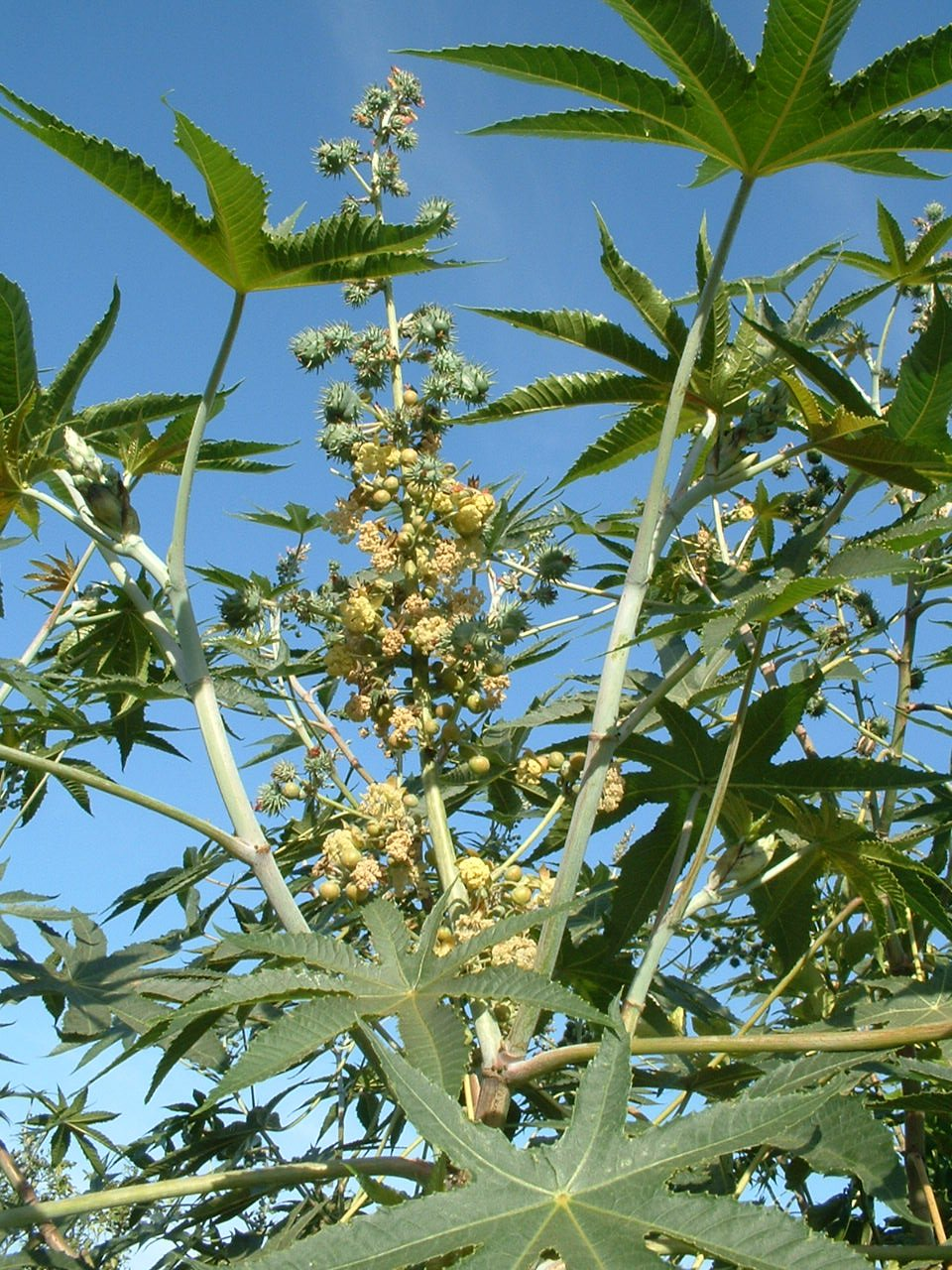
Flores y frutos inmaduros.

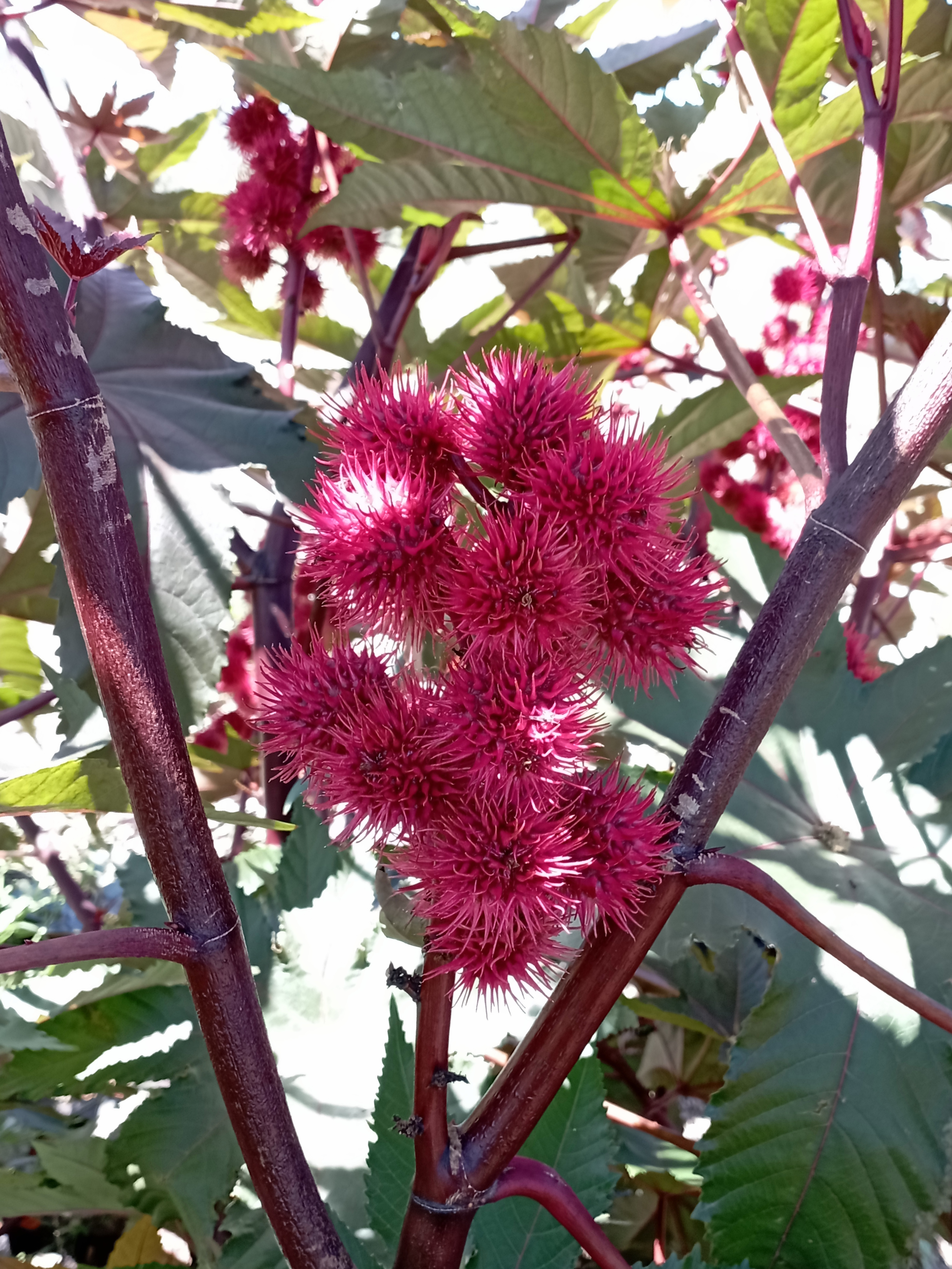
Inflorescencia en fructificación.

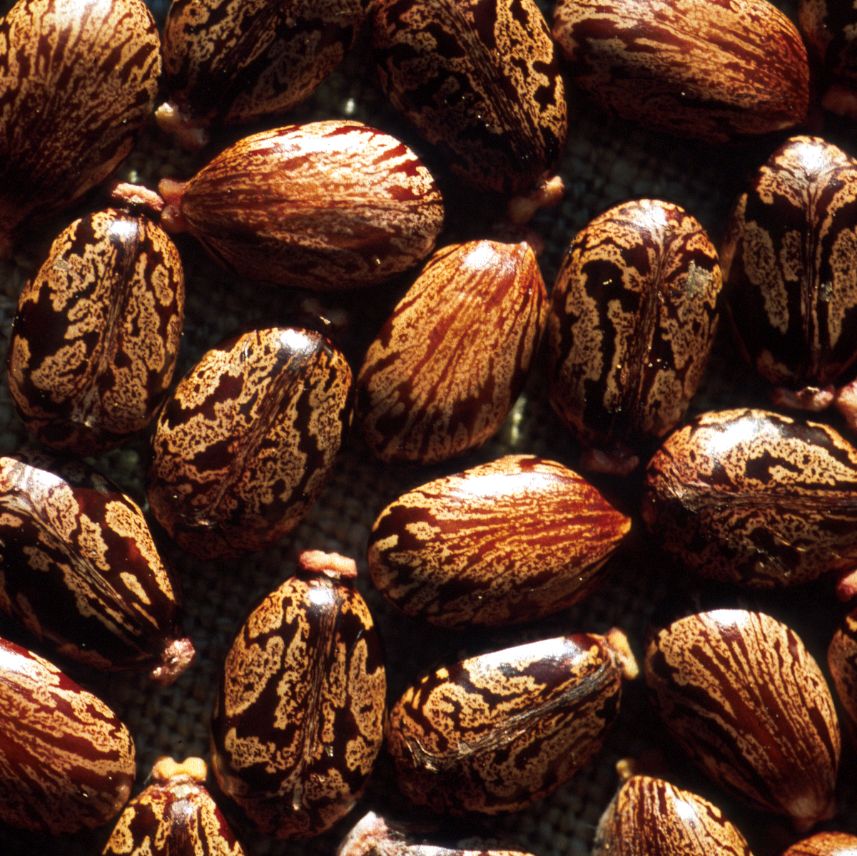
Semillas.

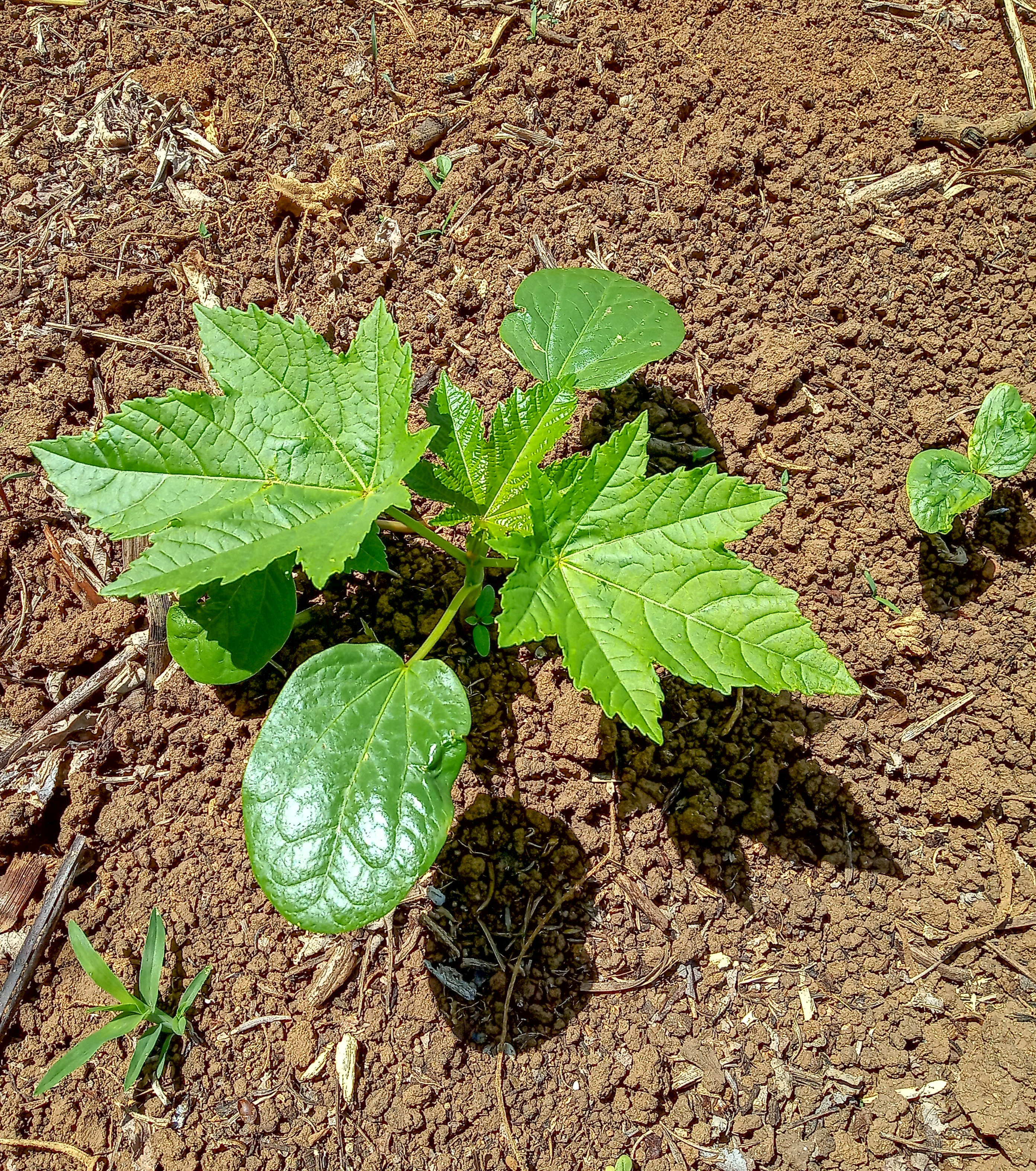
Plántula.

Ricinus communis, comúnmente llamado ricino, castor, tártago, higuereta, higuerilla, higuera infernal, mosquitera, entre otros muchos vocablos, es la única especie aceptada del género Ricinus, planta arbustiva de la familia Euphorbiaceae. Tiene gran capacidad para invadir territorios. El ricino es originario de África tropical, alrededor de Etiopía, pero se ha naturalizado en áreas tropicales y subtropicales de todo el mundo convirtiéndose en una maleza invasora. Produce gran cantidad de semillas altamente viables y sumamente venenosas. Se calcula que tan solo cuatro semillas pueden matar a un adulto de tamaño medio. Sin embargo, de esta planta se pueden extraer compuestos anticancerígenos y el aceite de ricino, que es comestible. Esto mediante un proceso de separación del aceite. También es una especie ornamental preferida en jardines.

## Descripción
El ricino o higuerilla es un arbusto de tallo grande y leñoso, hueco, que, al igual que los peciolos, nervios e incluso las propias hojas en algunas variedades, puede tomar un color púrpura oscuro y suele estar cubierto de un polvillo blanco, semejante a la cera. Las hojas son muy grandes, de nervación palmeada y hendidas de 5 a 9 lóbulos, de bordes irregularmente dentados; las hojas son alternas, con peciolo muy largo, unido por su parte inferior. 
Las flores están dispuestas en grandes inflorescencias, erguidas, que, cuando jóvenes, emergen de una espata en los nudos entre el tallo y los pedúnculos de las hojas; en la parte inferior de dichas inflorescencias están las flores masculinas, con un cáliz, con cinco piezas lanceoladas/triangulares y múltiples estambres soldados, con forma de columna, ramificada en forma de coliflor. Las flores femeninas se encuentran en la parte superior de la panícula, con ovario, formado por tres hojas carpelares y rematado por un pistilo trifurcado, con papilas destinadas a captar el polen. Florece casi todo el año.
El fruto es globuloso, trilobulado, siempre cubierto por abundantes púas, que le dan un aspecto erizado; tiene tres cavidades, cada una con una semilla, grande y jaspeada, de superficie lisa y brillante, rematada por una excrecencia y que contiene una toxina llamada ricina. Al secarse los frutos, la cubierta espinosa se tensa progresivamente produciendo finalmente un efecto de resorte que lanza la semilla a distancias superiores a los diez metros, siendo ésta la forma de esta planta para extenderse.
Requiere un clima cálido sin heladas, está disperso por casi todas las regiones cálidas del globo, habiéndose naturalizado por ser una planta cultivada desde la Antigüedad. Parece ser originaria del cuerno de África (Abisinia), Etiopía.

## Como especie invasora
En Canarias, debido a su potencial colonizador y constituir una amenaza grave para las especies autóctonas, los hábitats o los ecosistemas, esta especie ha sido incluida en el Catálogo Español de Especies Exóticas Invasoras, regulado por el Real Decreto 630/2013, de 2 de agosto, estando prohibida en Canarias su introducción en el medio natural, posesión, transporte, tráfico y comercio.

## Toxicidad y usos
Las semillas son muy tóxicas, por la presencia de una albúmina llamada ricina, ya que basta la ingestión de unas pocas, masticadas o tragadas, para que se produzca un cuadro de intensa gastroenteritis con deshidratación; puede dañar gravemente el hígado y el riñón e incluso producir la muerte. Es una de las toxinas biológicas más potentes que se conocen.
El aceite de ricino, obtenido por prensado de las semillas y calentado para destruir la ricina, es uno de los purgantes más reputados, debiéndose su acción al ácido ricinoleico; aunque tiene el inconveniente de su desagradable sabor. En la actualidad encuentra aplicaciones en la industria de pinturas y barnices, así como para la fabricación de lubricantes y líquidos para frenos.
Química
- Aceite de ricino
  - Ácidos grasos

| Nombre del ácido         | Rango de porcentajes |
| Ácido ricinoleico        | 85-95%               |
| Ácido oleico             | 1-6%                 |
| Ácido linoleico          | 1-5%                 |
| Ácido linolénico         | 0,5-2%               |
| Ácido esteárico          | 0,5-1%               |
| Ácido palmítico          | 0,5-1%               |
| Ácido dihidroxiesteárico | 0,3-0,5%             |
| Otros                    | 0,2-0,5%             |

- Sustancias nitrogenadas:
  - Ricinina o ricidina (alcaloides equivalentes)
  - Ricina: Es una albúmina vegetal tóxica.
- Enzima: 
  - Lipasa
- Vitamina E (o alfatocoferol)
- Sales minerales
- Proteínas (20%)

## Jardinería
Se utiliza principalmente por su follaje y penacho floral para muros de separación, pantallas y dar tonos de colores en los fondos de los jardines. Las variedades que se utilizan son variaciones en el color de las hojas y tallos. Algunas de ellas son:
- Cambogensis: con tallos con un púrpura muy oscuro (casi negro)
- Gibsonii: con hojas de color rojo oscuro, también usada como planta que oxigena el suelo donde está plantada.
- Saguineus
- Zinzibarensis: con hojas verdes

## Taxonomía
Ricinus communis fue descrito por Carlos Linneo y publicado en Species Plantarum, vol. 2, p. 1007, en 1753.

#### Etimología
Ricinus: El nombre del género, aplicado ya a esta planta por Plinio (15, 25) —aunque también lo aplicó al fruto de una zarzamora (23, 137)— y otros autores latinos, alude al parecido de sus semillas con ciertas garrapatas, llamada también ricinus en latín. Pero el ricino era conocido desde mucho antes, pues lo nombran autores griegos, como Teofrasto y Dioscórides, con el nombre de «croton» —nombre que también usó Plinio (15, 25)— y sus semillas han aparecido en tumbas egipcias, muy anteriores.
communis: prestado del vocablo latín commmūnis, de sentido evidente, común.

#### Sinonimia
Todos los innumerables taxones infraespecíficos (subespecies, variedades, formas) son meros sinónimos de la especie, además de las siguientes especies y sus taxones infraespecíficos:
- Cataputia major Ludw.

- Cataputia minor Ludw.
- Croton spinosus L.
- Ricinus africanus Mill.
- Ricinus angulatus Thunb.
- Ricinus armatus Andr.
- Ricinus atropurpureus Pax & K.Hoffm.
- Ricinus badiusRchb.
- Ricinus borboniensis Pax & K.Hoffm.
- Ricinus cambodgensis Benary
- Ricinus compactus Huber
- Ricinus digitatus Noronha
- Ricinus europaeus T.Nees
- Ricinus gibsonii auct.
- Ricinus giganteus Pax & K.Hoffm.
- Ricinus glaucus Hoffmanns.
- Ricinus hybridus Besser
- Ricinus inermis Mill.
- Ricinus japonicus Thunb.
- Ricinus krappaSteud.
- Ricinus laevis DC.
- Ricinus leucocarpus Bertol.
- Ricinus lividus Jacq.
- Ricinus macrocarpus Popova
- Ricinus macrophyllus Bertol.
- Ricinus medicus Forssk.
- Ricinus medius J.F.Gmel.
- Ricinus megalosperma Delile
- Ricinus megalospermus Delile
- Ricinus messeniacus Heldr.
- Ricinus metallicus Pax & K.Hoffm.
- Ricinus microcarpus Popova
- Ricinus minor Mill.
- Ricinus nanus Bald.
- Ricinus obermannii Groenl.
- Ricinus peltatus Noronha
- Ricinus perennis Steud.
- Ricinus persicus Popova
- Ricinus purpurascens Bertol.
- Ricinus ruber Miq.
- Ricinus rugosus Mill.
- Ricinus rutilans Müll.Arg.
- Ricinus sanguineus Groenl.
- Ricinus scaber Bertol. ex Moris
- Ricinus speciosus Burm.f.
- Ricinus spectabilis Blume
- Ricinus tunisensis Desf.
- Ricinus undulatus Besser
- Ricinus urens Mill.
- Ricinus viridis Willd.
- Ricinus vulgaris Mill.
- Ricinus vulgaris Garsault nom. inval.
- Ricinus zanzibarensis auct.
- Ricinus zanzibarinus Popova[8]

## Nombres vernáculos
- Castellano: alcherva (3), bafureura, castaño de la India, catapucia (2), catapucia mayor (2), catapucía mayor, cataputia mayor, catapúcia mayor, cherva (3), croton (2), grano mayor de reyes, higuera del demonio, higuera de infierno, higuera del demonio (2), higuera del diablo (7), higuera del infierno (6), higuera infernal (10), higuereta (5), higuereta infernal, higuerilla, higuerillo (2), kerva, mamona (2), mosquitera (2), palma (2), palma de Cristo (4), palma de cristo (2), palma-Christi, palmacristi, querva, recino, rejalgar, ricina, ricino (32), rizno, tártago de Venezuela, árbol del demonio. Entre paréntesis, la frecuencia de uso del vocablo en España.[9]
- En las Islas Canarias se le conoce como «tartaguero» y/o «semilla del diablo».
- En los Departamentos de Santa Cruz, Beni y Pando, en Bolivia, se le conoce con el nombre de «macororó».
- En Argentina, Paraguay y Uruguay: «tártago».
- En Guaraní: «Mba'ysyvó» en Paraguay y Argentina